# Pavetta ternifolia
Pavetta ternifolia är en måreväxtart som beskrevs av William Philip Hiern. Pavetta ternifolia ingår i släktet Pavetta och familjen måreväxter. Inga underarter finns listade i Catalogue of Life.